# Gaultheria colensoi
Gaultheria colensoi är en ljungväxtart som beskrevs av Joseph Dalton Hooker. Gaultheria colensoi ingår i släktet Gaultheria och familjen ljungväxter. Inga underarter finns listade i Catalogue of Life.